# Azulejo

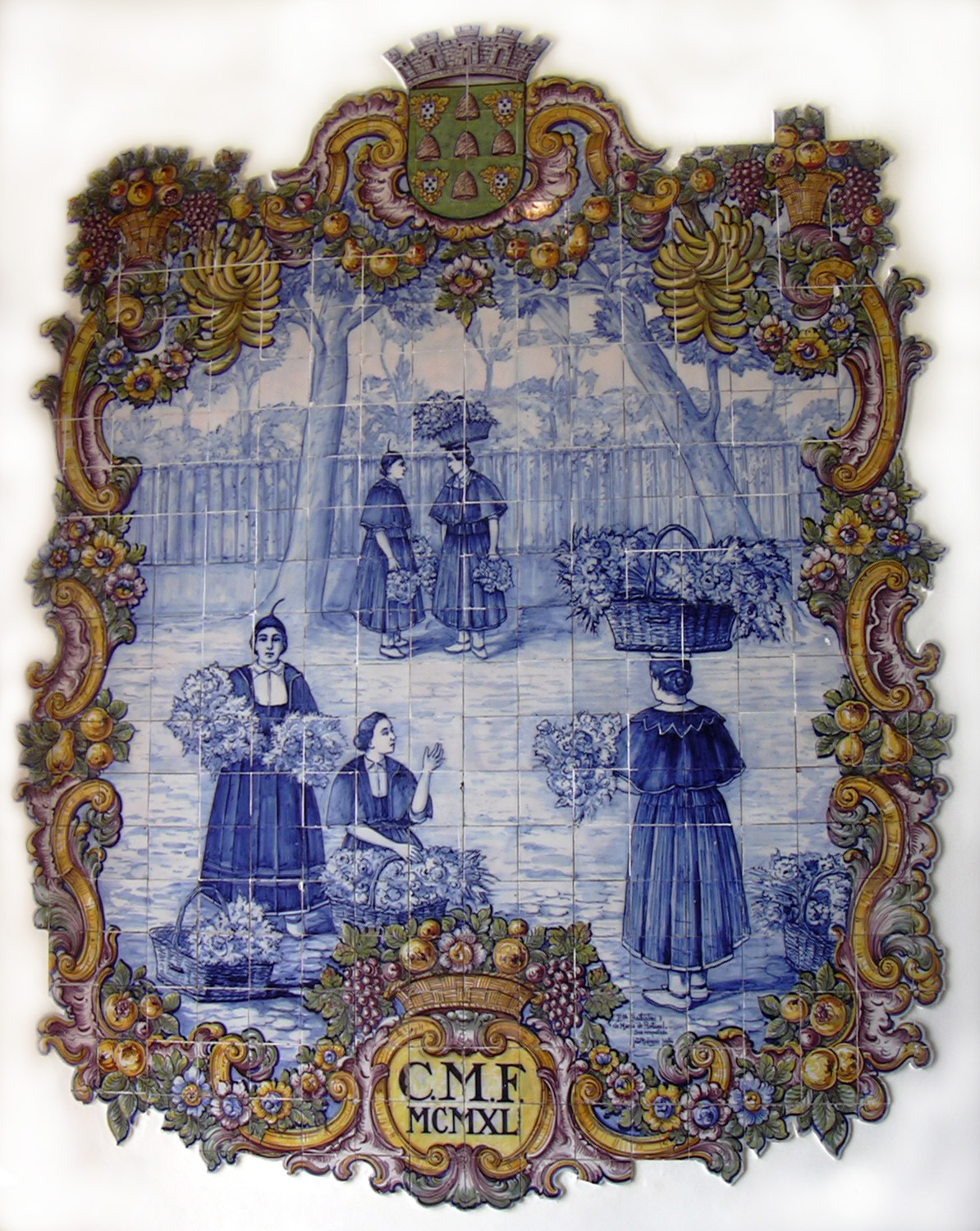
Een voorbeeld van azulejo's op een gevel in Funchal.

Azulejo's zijn siertegels die in Portugal en Spanje worden gebruikt als decoratie en kunstvorm. Het zijn keramieken tegels waarop verschillende soorten figuren geschilderd zijn. Hoewel azulejo's in allerlei kleuren worden beschilderd, is blauw een veelgebruikte kleur. Het oppervlak kan glad zijn of met reliëf.
De tegels worden zowel op binnenmuren als op buitenmuren van huizen, kerken, paleizen en andere gebouwen aangebracht. Ze zijn ook te vinden in tuinen, parken en metrostations. Azulejo's worden gebruikt om delen van een gebouw te verfraaien (zoals met geometrische patronen), maar ook om voorstellingen uit te beelden. De thema’s variëren van eenvoudige bloemen en planten tot omvangrijke afbeeldingen van onder andere historische gebeurtenissen, mythische taferelen en religieuze voorstellingen.
Het woord azulejo stamt uit het Arabisch: al zulaydj (الزليج) betekent zoiets als keramische tegel.

## Geschiedenis

### Oorsprong
Archeologische vondsten wijzen uit dat het vervaardigen, beschilderen en bakken van tegels al in het oude Mesopotamië gebruikelijk was. Er is ook siertegelwerk teruggevonden uit het Assyrische rijk en het Perzische rijk. Belangrijke vondsten zijn onder meer de stadsmuur van Babylonië, het fort van Dur-Sharrukin, de oude stad van Ninive en het Paleis van Susa.

### Introductie van siertegelkunst op het Iberisch Schiereiland
Vanaf de zevende eeuw veroverden de Moren een deel van het Iberisch Schiereiland en noemden het Al-Andalus. In deze periode introduceerden de Moren ook de kunst van het beschilderen van gepolijste tegels in het gebied dat nu Spanje is. Voorbeelden van het weelderige siertegelwerk uit die periode zijn te vinden in de architectuur van het voormalige kalifaat Córdoba en het koninkrijk Granada. Het gebruik van azulejo's verdrong gaandeweg het Romeinse mozaïek. De toepassing van siertegelwerk bleef dankzij de morisken bewaard in christelijk Spanje (zie: Reconquista) als onderdeel van de mudejarstijl, en verspreidde zich vanaf de dertiende eeuw door andere delen van Europa. Vanaf ca. 1500 werd siertegelkunst in Portugal geïntroduceerd. De toenmalige koning van Portugal was na een bezoek aan Spanje zo onder de indruk van het tegelwerk dat hij het ook naar Portugal wilde brengen. Het Paleis van Sintra is een van de eerste Portugese bouwwerken met een rijke toepassing van azulejo's. De siertegeltraditie in Portugal zou later uitgroeien tot een van de belangrijkste van Europa.

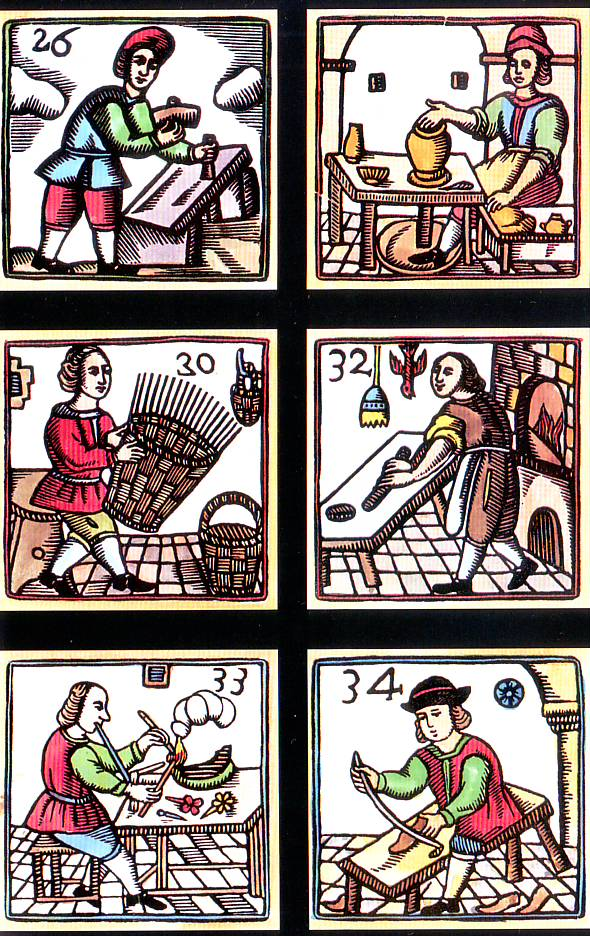
Azulejo's met ambachten

- Tegels met afbeeldingen van ambachten

Vanaf de zeventiende eeuw werden er, met name in Catalonië, azulejo's geproduceerd waarop ambachten en beroepen stonden afgebeeld. In de tweede helft van de negentiende eeuw zijn er in Catalonië veel van dit soort azulejo's teruggevonden. Dit genre werd zeer geliefd onder verzamelaars en antiquairs.
- Hollandse tegels

Vanaf de zeventiende eeuw floreerde siertegelwerk ook in Nederland. Op Oudhollandse tegels werden doorgaans eenvoudige figuren geschilderd in verschillende tinten kobaltblauw op een witte achtergrond. Oudhollandse tegels waren zeer geliefd in Portugal en er was dan ook een bloeiende handel tussen de twee landen. In de Oudhollandse traditie werd er vaak met één afbeelding per tegel gewerkt, terwijl de Portugezen hielden van grote tableaus. In opdracht van de Portugezen zijn er dan ook tableaus vervaardigd in Hollandse werkplaatsen, onder meer door Jan van Oort (? - 1699).
- Tegels als reclame

Vanaf de helft van de twintigste eeuw werden er in Spanje en Portugal grote wandtableaus van azulejo's gemaakt voor publicitaire doeleinden. De tableaus vormden een soort permanente reclameposters, die niet alleen op gevels en muren werden aangebracht, maar bijvoorbeeld ook in de metrostations van Barcelona en Madrid. In Madrid werd in 2008 het voormalige metrostation Chamberí heropend als museum, waar de oude reclametableaus te bezichtigen zijn. Reclametableaus van azulejo's zijn ook te vinden in de hoofdsteden van voormalige kolonies, waaronder in San Juan (Puerto Rico) en Havana.

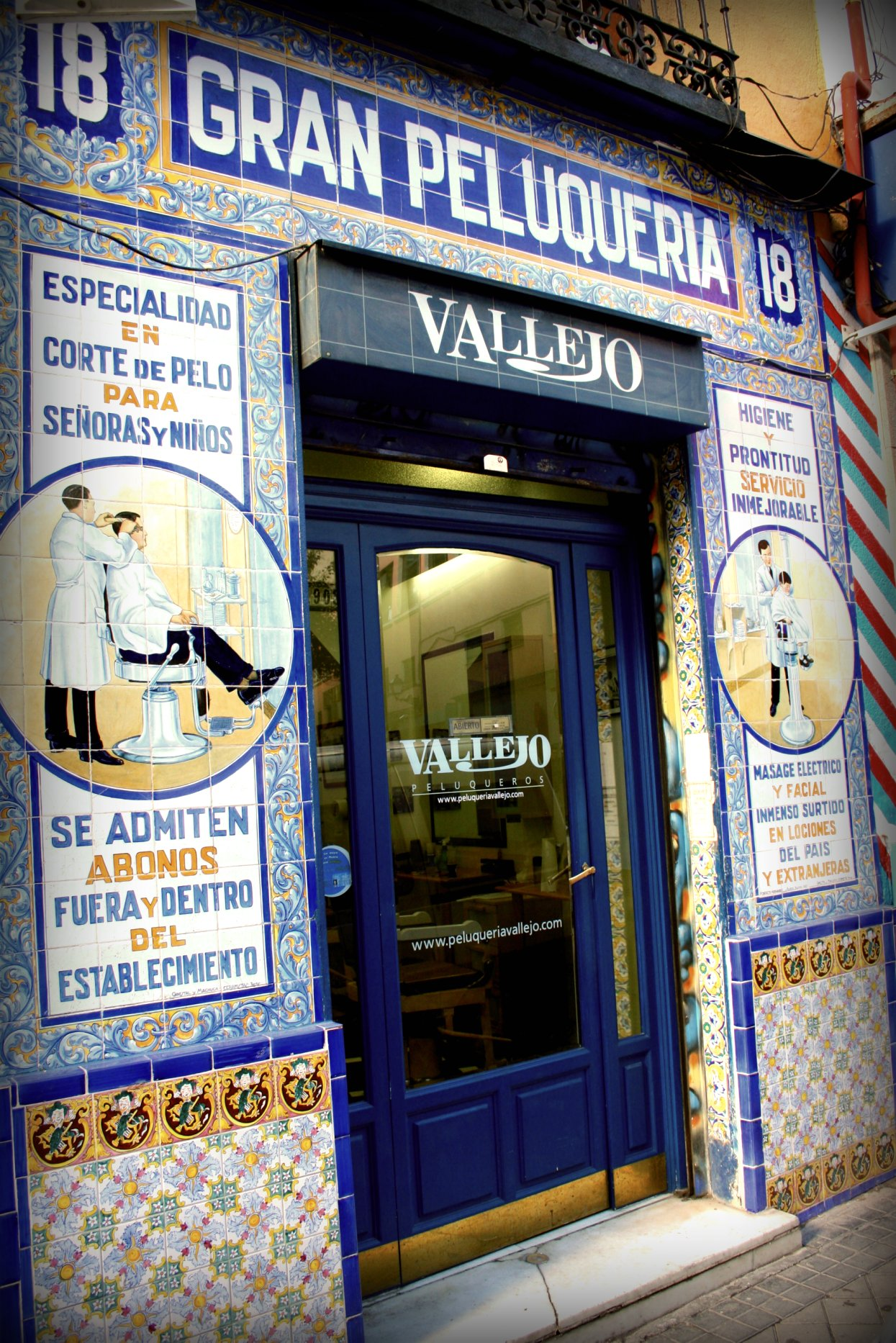
De gevel van kapsalon Gran Peluquería Vallejo in Madrid.
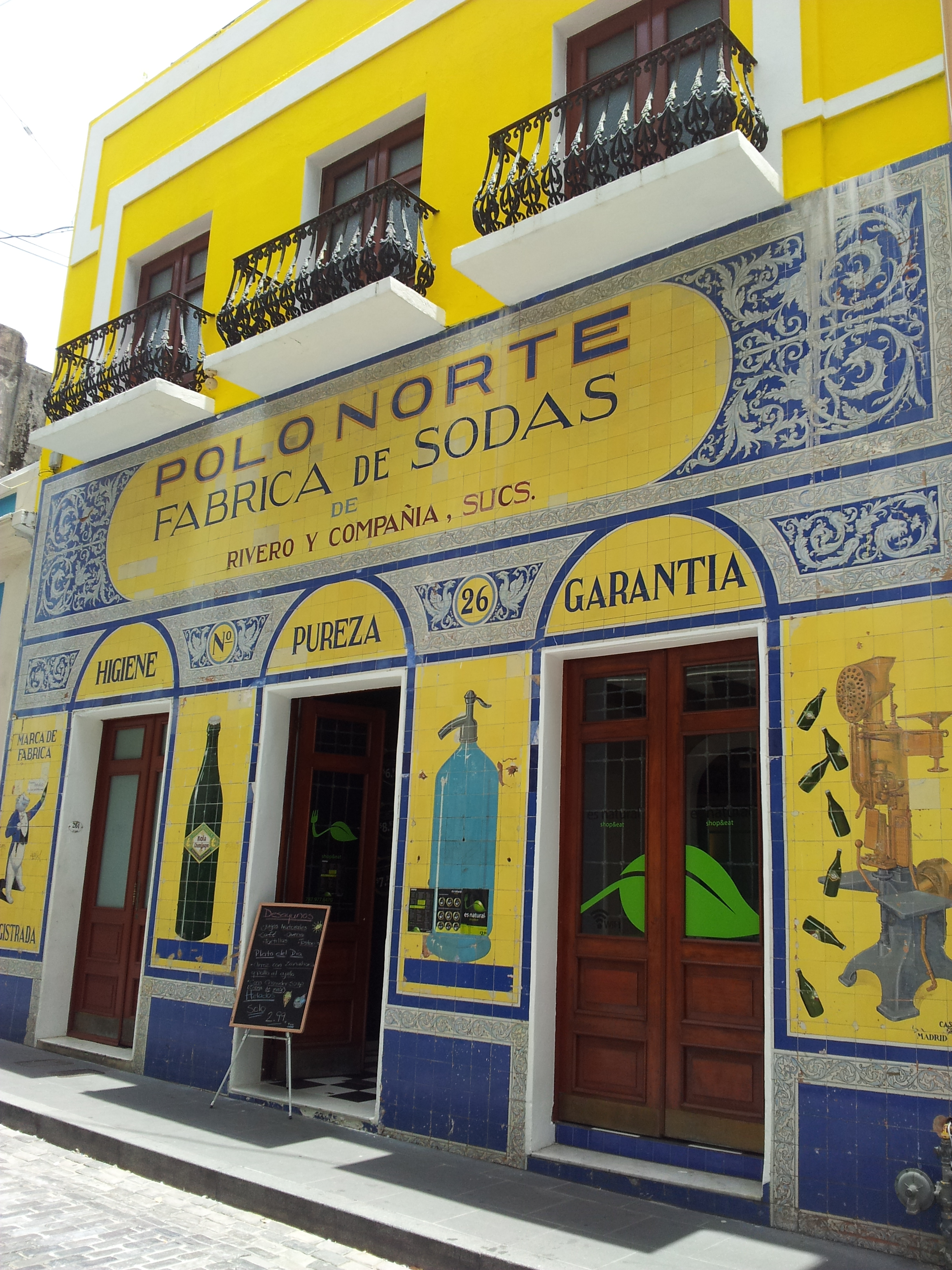
Een gevel van azulejo's met reclame voor frisdrank, San Juan (Puerto Rico).
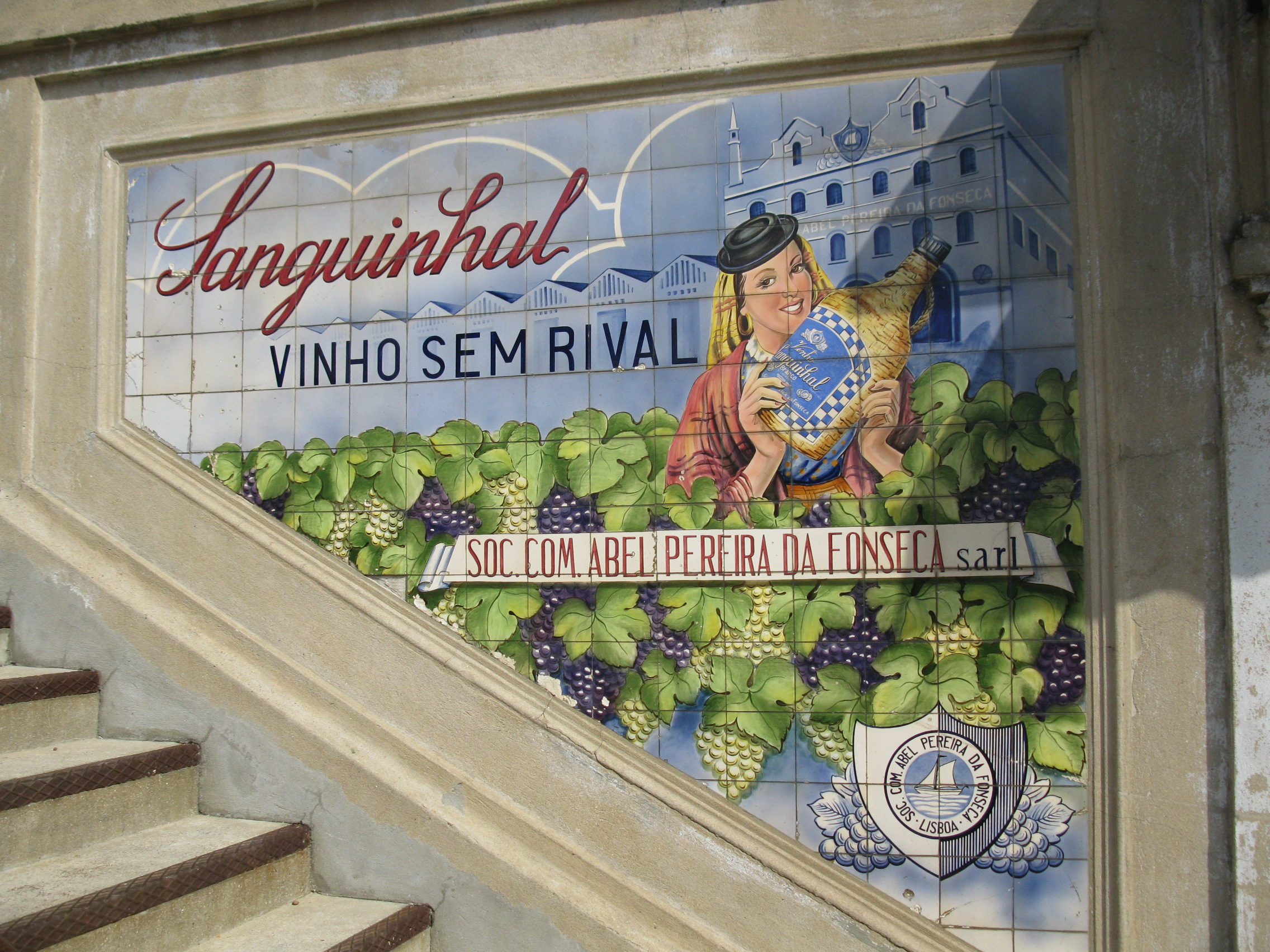
Tableau van azulejo's met een wijnreclame, Lissabon.
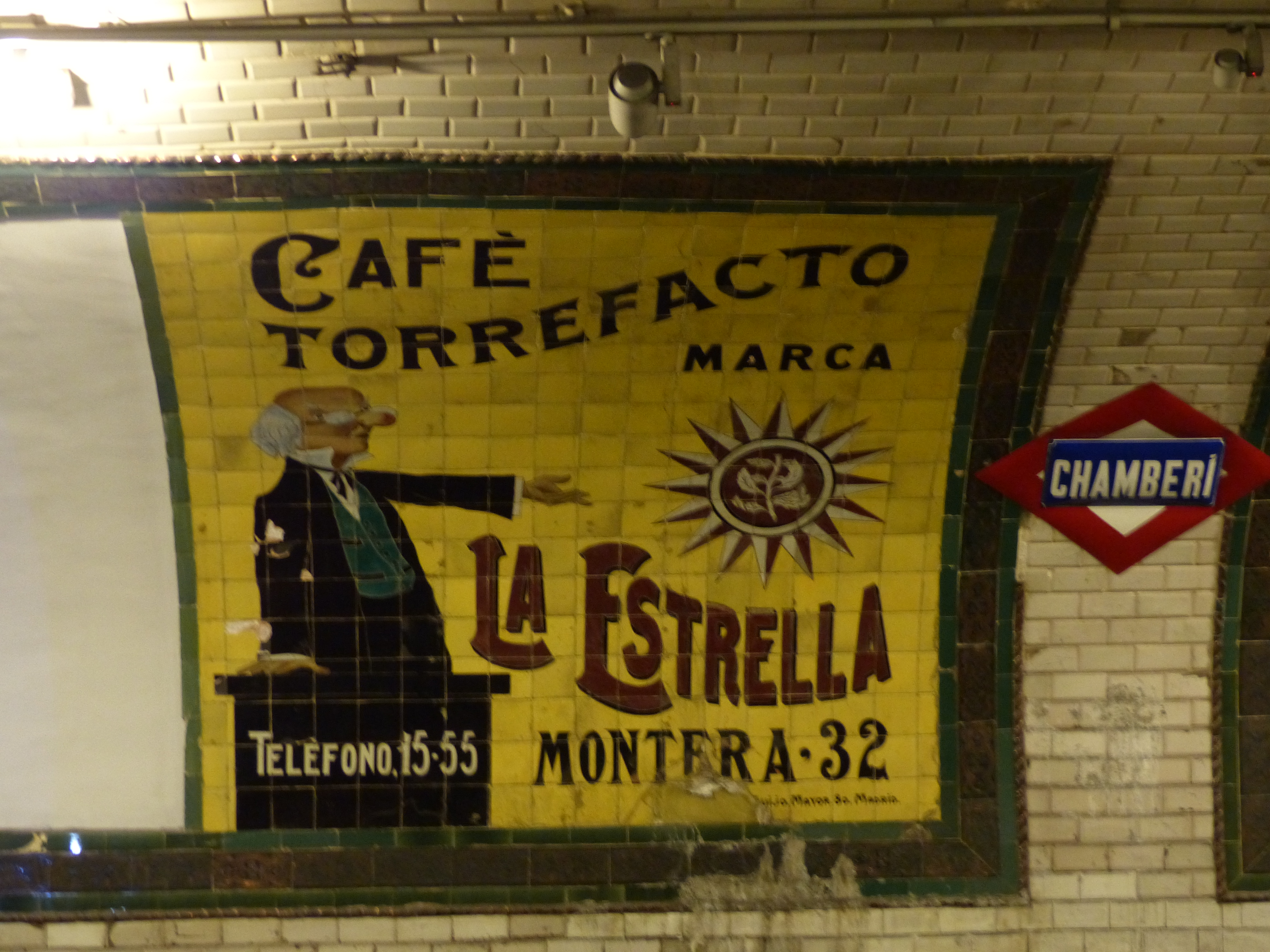
Reclametableau in station Chamberí, Madrid.

## Trivia
- In de 18e eeuw werden in Portugal op grote schaal Delfts blauwe tegels geïmporteerd. Deze waren dan al in Nederland beschilderd met Portugese taferelen.

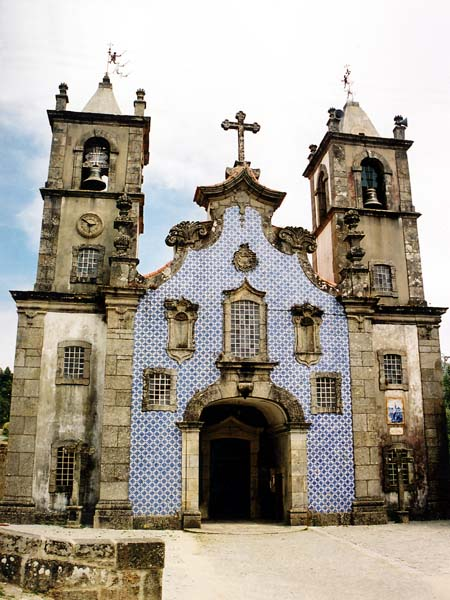
De gevel van de Igreja Matiz de Cambra in Vouzela die gedeeltelijk met azulejo's is bedekt
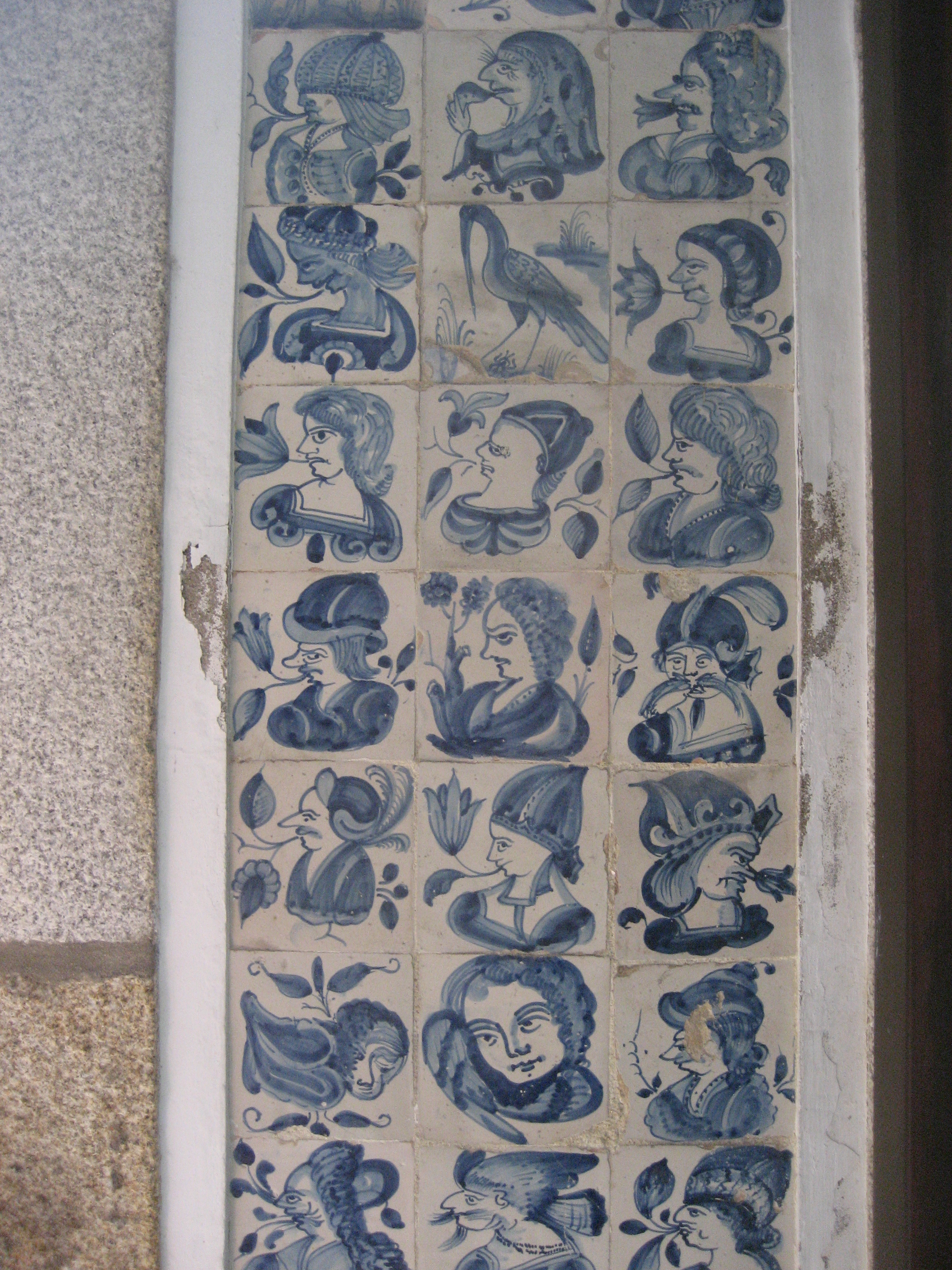
Azulejo's in de openbare bibliotheek van Porto
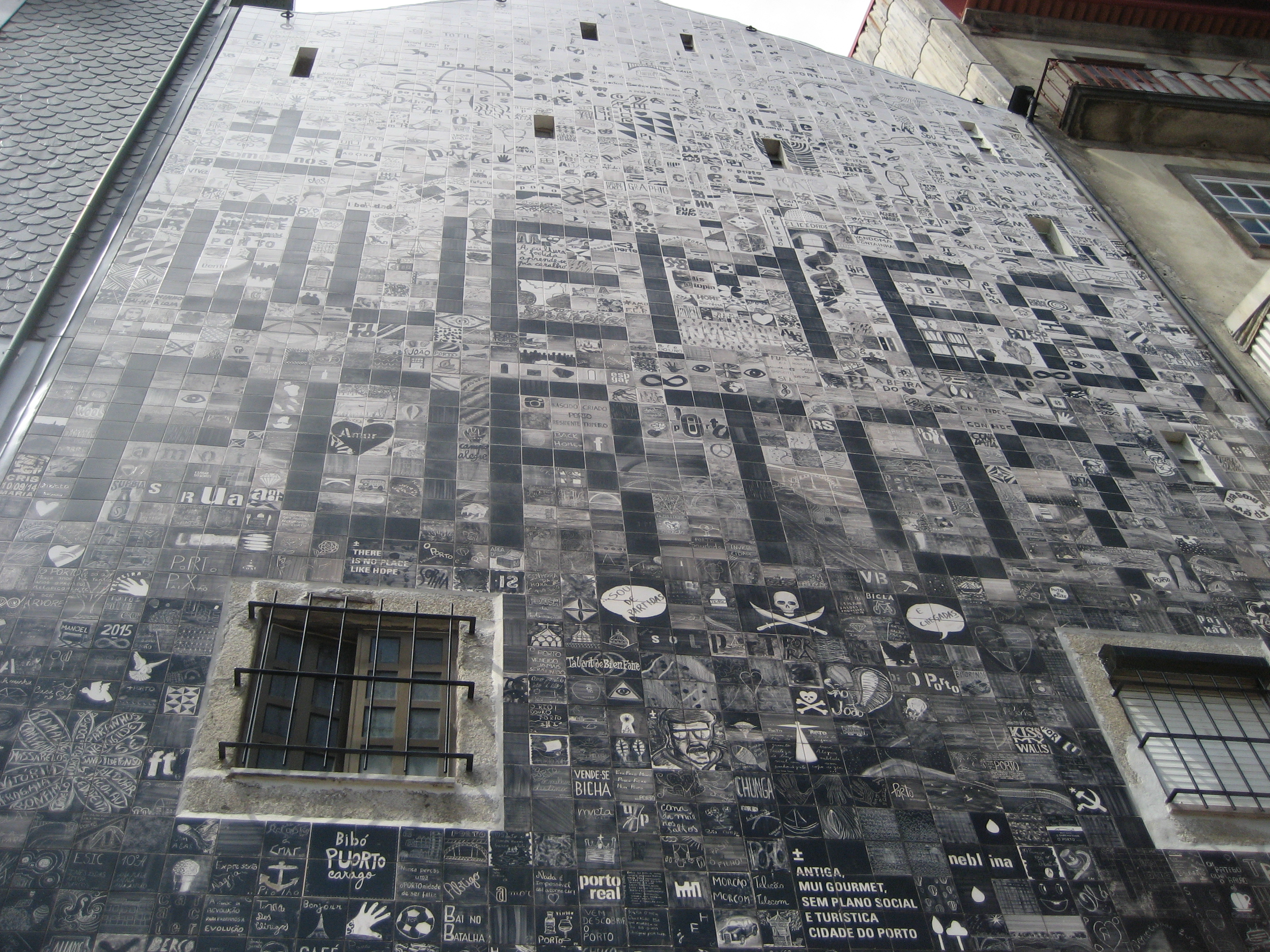
Quem és, Porto? Moderne azulejo's (2015) in Porto, door Miguel Januário & Locomotiva